# Dinogorgon
Dinogorgon is een geslacht van de Therapsida, een "zoogdierachtig reptiel" uit de familie van de Gorgonopsidae. Hij leefde in het late Perm in Zuid-Afrika. Zijn naam betekent verschrikkelijke (deinos) Gorgon (gorgoon), een van de drie gorgonenzusters. Dinogorgon werd iets meer dan drie meter lang en was een uitstekende jager door de enorme hoektanden. Hiermee boorde hij door de dikke huid van pareiasauriërs heen. Het was een robuust gebouwd dier met lange poten. Het was waarschijnlijk een goede zwemmer en geen renner van topsnelheid, maar snel genoeg om zijn langzame prooien bij te houden.

## Classificatie
Hij was verwant met Lycaenops en was een vleeseter. Hij behoorde tot de tak van de Theriodontia binnen de Therapsida. Deze tak zou uiteindelijk leiden tot de zoogdieren. Daarbinnen was Dinogorgon een lid van de Gorgonopsia. Hij was net als Lycaeonops een vrij vroeg en primitief lid van deze groep.

## Ecologie
Dinogorgon concurreerde met andere carnivoren als Moschorhinus en Inostrancevia om voedsel. In hetzelfde gebied leefden kleinere roofdieren als Procynosuchus en prooidieren als Lystrosaurus en Bradysaurus.